# Serenata núm. 7 (Mozart)
La Serenata per a orquestra núm. 7 en re major, K. 250 (248b), també coneguda com a Serenata «Haffner», és una composició de Wolfgang Amadeus Mozart que rep el seu sobrenom de la família Haffner.
Sigmund Haffner, amic de Mozart, li va encarregar l'obra amb la finalitat d'utilitzar durant les festes prèvies al casament de la seva germana Marie Elisabeth Haffner amb Franz Xaver Spaeth. La serenata fou interpretada per primera vegada la vigília del casament, el 21 de juliol de 1776.
La Simfonia «Haffner», K. 385, és una altra peça molt coneguda de Mozart, també encarregada per Haffner.

## Estructura
Consta de vuit moviments:
1. Allegro maestoso - Allegro molto
2. Andante
3. Menuetto
4. Rondeau: Allegro
5. Menuetto galante
6. Andante
7. Menuetto
8. Adagio - Allegro assai

El segon, tercer i quart moviments es caracteritzen pels prominents solos de violí. El rondó (quart moviment) ha estat arranjat per a violí sol i emprat com una peça popular per mostrar el seu virtuosisme. La interpretació de l'obra sol durar uns cinquanta-cinc minuts.